# هوارد ك. بيلي
هوارد ك. بيلي (بالإنجليزية: Howard K. Beale)‏ هو مؤرخ أمريكي، ولد في 8 أبريل 1899 في شيكاغو في الولايات المتحدة، وتوفي في 27 ديسمبر 1959.